# Vaux, Vienne
Vaux är en kommun i departementet Vienne i regionen Nouvelle-Aquitaine i västra Frankrike. Kommunen ligger i kantonen Couhé som tillhör arrondissementet Montmorillon. År 2018 hade Vaux 791 invånare.

## Befolkningsutveckling
Antalet invånare i kommunen Vaux
| Referens: INSEE |